# Portretul doctorului Gachet
Portretul doctorului Gachet este o operă realizată în 1890 de pictorul Vincent van Gogh. 
Există 2 versiuni ale operei. Ele sunt pictate în ulei pe pânză și au dimensiunile de 67 cm × 56 cm. Prima se află la o colecție privată, iar a doua la Muzeul Orsay. Amândouă îl reprezintă pe Paul Gachet, doctorul lui Vincent Van Gogh. 

## Paul Gachet și Van Gogh
În primăvara anului 1890, Theo îi recomandă fratelui său Vincent o persoană în măsură să îl ajute cu problemele lui de sănătate, mai exact un medic pe nume Paul Gachet, care locuia la Auvers-sur-Oise și care avea o anumită pasiune pentru artă. În scrisorile sale, artistul i se adresa ulterior medicului cu apelativele „prieten de nădejde”, „noul meu frate” sau „tată”, nutrind un sentiment de încredere și de dependență tot mai mare față de el, așa cum o ilustrează cele 2 portrete. Figura medicului reprezintă mai mult decât un singur portret, reprezintă o transfigurare pe pânză a tot ceea ce reprezenta Gachet pentru el: prietenul ideal. Doctorul a apreciat opera lui Van Gogh și a știut să înțeleagă personalitatea remarcabilă a acestuia.

## A doua versiune
Cu o spontaneitate surprinzătoare, Van Gogh aproprie culorile complementare și le accentuează valențele. Portretul doctorului este construit pe combinația tonurilor de albastru cu care sunt realizate haina medicului și fundalul, cu portocaliul aprins din planul mesei.

## Legături externe
- Musée d'Orsay: Vincent van Gogh Dr Paul Gachet Arhivat în 16 martie 2018, la Wayback Machine.
- Van Gogh, paintings and drawings: a special loan exhibition, a fully digitized exhibition catalog from The Metropolitan Museum of Art Libraries, which contains material on this painting (see index)
- Van Gogh as critic and self-critic, a 1973 exhibition catalog from the Metropolitan Museum of Art libraries